# 希毛
希毛，是匈牙利包尔绍德-奥包乌伊-曾普伦州所辖的一个村。总面积4.88平方公里，总人口23，人口密度4.7人/平方公里（2011年1月1日）。